# Jan V van Arkel (1362-1428)
Jan V van Arkel (Frans: Jean V d'Arkle) (Gorinchem, 1362 – Leerdam, 25 juli/augustus 1428) was heer van Arkel, Bar-Pierrepont, Mechelen, ambachtsheer van Haastrecht, Hagestein en Raad van Holland, muntmeester en stadhouder van Holland, Zeeland en West-Friesland (tussen 1390-1396).

## Levensloop

### Jonge jaren
Hij was een zoon van Otto van Arkel en Elisabeth van Bar-Pierrepont. Rond 1376 huwde hij met Johanna van Gulik en kreeg als bruidsgift van zijn schoonmoeder Maria van Gelre de erfrechten op het "Land van Mechelen", van zijn vader het domein Hagestein als bezit en erfde van zijn moeder de bezitting "Pierrepont" aan de Moezel. In de winter van 1386-1387 nam Van Arkel deel aan de "Pruissen Kruistocht" onder zijn oom Willem I van Gelre en Willem van Oostervant. In de periode 1387-1390 vocht hij aan de zijde van zijn vader een grond conflict uit met de heren van Vianen. Het ging hier om het bezit van dorpen als Meerkerk, Hoog Blokland, Zijdervelt en Ameide die allen aan de Van Arkels toekwamen. Vanaf 1390 sloot hij zich aan bij de hofraad van de graaf van Holland Albrecht van Beieren en kreeg er functies als muntmeester en stadhouder. Tijdens de "Hoekse opstand van 1391-1393" in de Hoekse en Kabeljauwse twisten werd de positie van Jan V versterkt doordat Albrecht van Beieren met zijn zoon Willem van Oostervant in onmin leefde na de moord op Aleid van Poelgeest. Echter veranderde dit na 1396, omdat Van Oostervant zich weer verzoende met zijn vader. In de zomer van 1398 nam van Arkel deel aan de "Friese veldtocht" onder Albrecht van Beieren.

### Arkelse Oorlogen 1401-1412
In het voorjaar van 1401 zegde Jan V zijn "vazalschap" op aan Albrecht van Beieren en kort daarna ontstonden plundertochten in de Alblasserwaard en Krimpenerwaard door Jan V van Arkel. Ook Willem van Oostervant begon met plunderingen, maar dan in het Land van Arkel. Het resulteerde in de Arkelse Oorlog (1401-1412), die een eerste hoogtepunt zou krijgen met het Beleg van Gorinchem in 1402. Na 12 weken van beleg moest Van Arkel een knieval maken en excuses aanbieden aan Albrecht van Beieren en Willem van Oostervant. Albrecht vond de straf voldoende, maar overleed in december 1404, waarna Willem van Oostervant de draad weer oppakte in 1405 met het beleg op Hagestein en Gasperden dat verdedigd werd door Jan "de Bastaard" van Arkel, een halfbroer van Jan V.
Na de val van Hagestein wilde het stadsbestuur van Gorinchem de Heer van Arkel afzetten en schoof men zijn zoon Willem van Arkel naar voren. Jan V zocht steun bij zijn zwager Reinoud IV van Gelre en verpande het Land van Arkel in 1407 aan hem en kreeg het ambacht van Ooyen er voor terug. In 1412 werd de oorlog met een vrede in Wijk bij Duurstede getekend. Het Land van Arkel verviel aan het Graafschap Holland en Gelre kreeg een afkoopsom van 100.000 Franse kronen uitbetaald. Jans kasteel in Gorinchem werd in 1412 door de Hollandse graaf afgebroken.

### Gevangenschap 1415-1428
Ondanks dat Jan van Arkel zijn bezittingen in Holland was kwijtgeraakt, bleef hij zelf ongestraft, tenzij hij voet op Hollandse bodem zou zetten: dan kon hij gevangen gezet worden. In 1415 kwam Anton van Brabant om bij de Slag bij Azincourt en Jan van Arkel bezocht zijn begrafenis in Brussel. Op de terugweg naar huis werd hij plots ontvoerd vlak bij Zevenbergen door Geert van Strijen en naar Holland overgebracht. In Den Haag werd hij opgesloten in de Gevangenpoort en daar ondervraagd over een mogelijke opstand tegen Willem VI van Holland. In 1417 verhuisde van Arkel naar de gevangenis van Gouda. Zijn zoon Willem van Arkel deed december dat jaar een couppoging in Gorinchem, wat hem het leven kostte. In het verdrag van Woudrichem in 1419 werd bepaald dat Jan van Arkel vanuit Gouda naar Zevenbergen werd overgeplaatst. In 1426-27 werd Van Arkel vrijgelaten en kreeg hij van Filips de Goede het vruchtgebruik van Schoonrewoerd en Leerdam, waar hij in augustus 1428 overleed.

## Huwelijk en kinderen
Jan van Arkel huwde op 18 oktober 1376 met Johanna van Gulik, dochter van hertog Willem II van Gulik, en erfgename van Gelre. Zij kregen samen twee kinderen:
- Willem van Arkel (†Gorinchem, 1 december 1417)
- Maria van Arkel (†IJsselstein, 1415), die huwde met Jan II van Egmond.

Voorts verwekte hij enkele bastaarden:
- Otto Bastaard van Arkel († Utrecht, 1475), huwde met Jacobje van Arkel en had nakomelingen.
- Henneke († 1420), die huwde met Jan van Egmond heer van Wateringen.
- Dirk

Zijn vrouw was al vroeg gestorven, in 1394. Willem van Arkel, hun zoon, kwam om toen hij de stad Gorinchem, jarenlang Arkels bezit, probeerde te heroveren. Hij was toen naar schatting 30 tot 34 jaar oud. Aangezien Willem geen nakomelingen had - afgezien van vier bastaarddochters - kwam er een eind aan de Van Arkel-dynastie. Het Land van Arkel kwam grotendeels in handen van Holland en de hertog van Gelre.